# Villapark (Maastricht)
Pour les articles homonymes, voir Villapark.
Villapark est un quartier réputé situé dans la commune de Maastricht, dans la province du Limbourg néerlandais.

## Géographie
Le quartier est situé au sud du centre-ville de Maastricht. Il est séparé du centre par la prins Bisschopssingel (N278) au nord. À l'est le quartier est limité par la Meuse, par le quartier Sint-Pieter au sud et le Jekerdal à l'ouest.
Villapark, Sint-Pieter et le Jekerdal sont souvent confondus et parfois désignés, dans leur ensemble, par le nom de Sint-Pieter. Cet amalgame n'est cependant pas correct.

## Services
Le quartier de Villapark dispose d'un bon nombre d'établissements privés, y compris d'un petit centre commercial et de plusieurs restaurants.

## Galerie

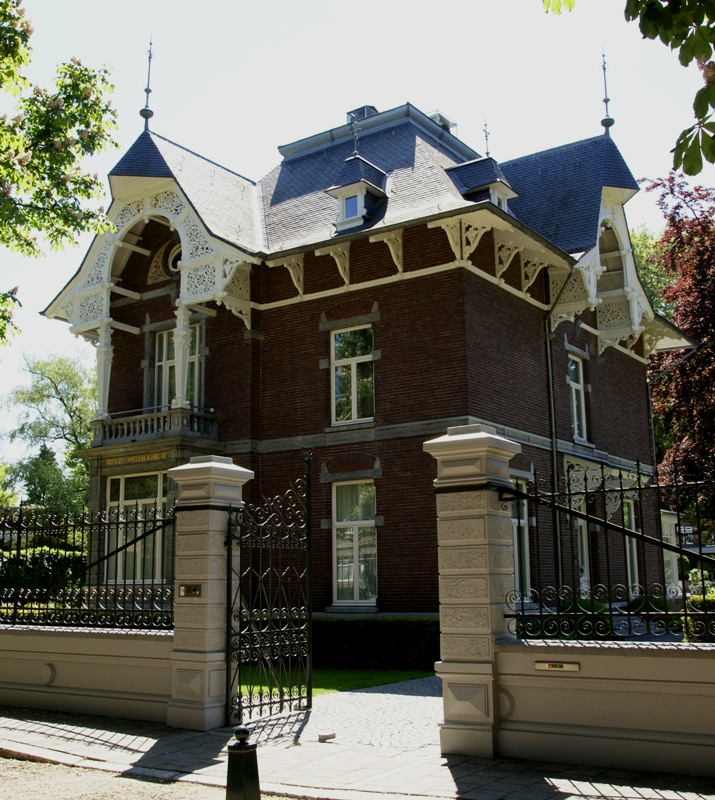
Villa Wilhelmina, Monument national 506661.
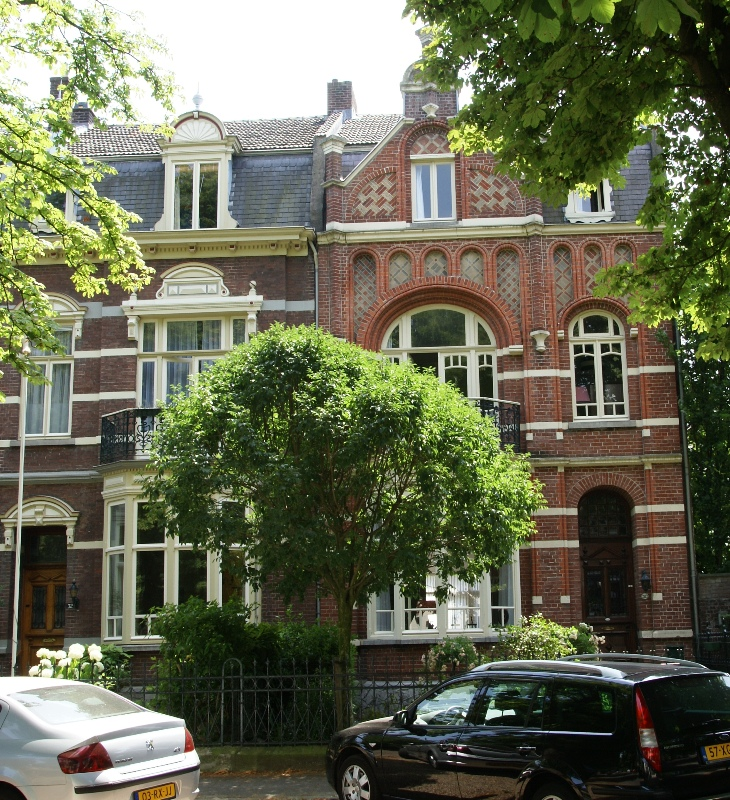
Monument national 506714.
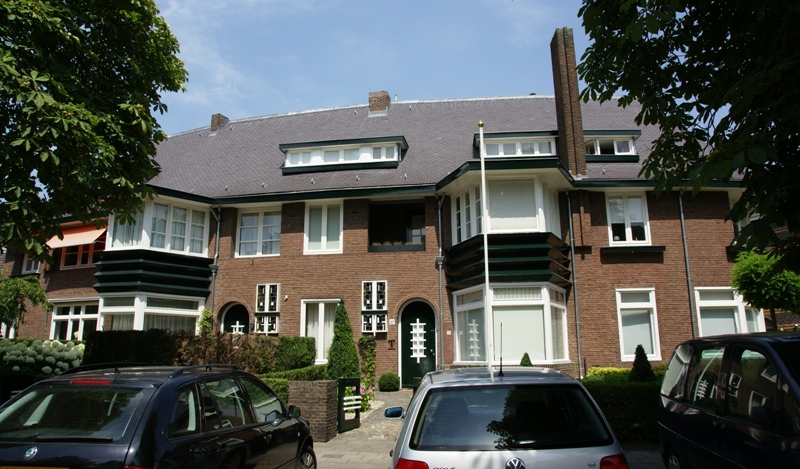
Monument national 506662.
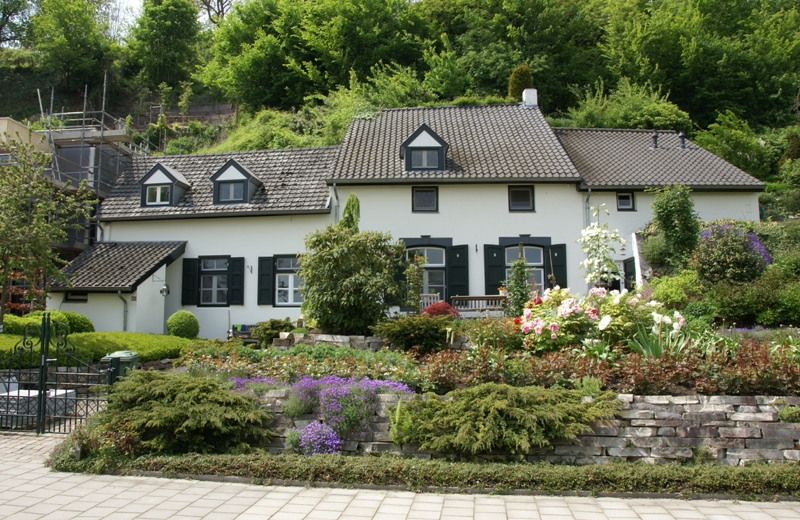
Monument national 27972.
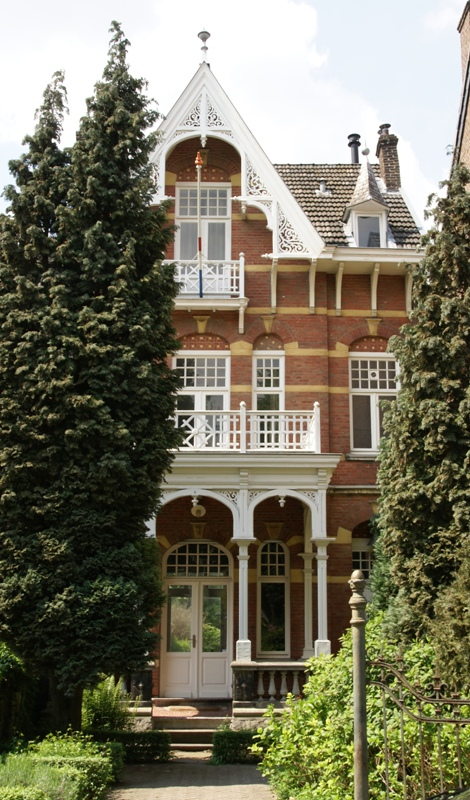
Monument national 506653.

## Sources
- (nl) Cet article est partiellement ou en totalité issu de l’article de Wikipédia en néerlandais intitulé « Villapark (Maastricht) » (voir la liste des auteurs).

## Compléments